# 罗哲文
罗哲文（1924年6月15日—2012年5月14日），男，四川宜宾人，中国古建筑学家。

## 生平
1940年考入中国营造学社，师从梁思成、刘敦桢等。1946年随中国营造学社到北平，作为梁思成（时任清华大学建筑系主任）的助理，并在清华大学与中国营造学社合办的中国建筑研究所工作。1950年到文化部文物局（后改为国家文物局）任职，担任文物局局长郑振铎的业务秘书，1952年开始从事长城修复工作，此后开创了“长城学”。后任文物档案资料研究室、中国文物研究所所长、国家文物局古建筑专家组组长，晚年也致力于推动大运河申报世界遗产。
2012年5月14日23时52分在北京病逝，是中国营造学社最后一位去世的成员，2012年9月17日安葬于八达岭陵园。

## 社会兼职
担任中国文物学会名誉会长、全国历史文化名城保护专家委员会副主任、中国长城学会副会长，中国人民政治协商会议第六、七、八届全国委员会委员等职。

## 著作
主要著作有《中国古塔》、《中国古代建筑简史》、《长城》、《长城史话》和《中国帝王陵》等。